# 11356 Чакджонс
11356 Чакджонс (11356 Chuckjones) — астероїд головного поясу, відкритий 18 грудня 1997 року.
Тіссеранів параметр щодо Юпітера — 3,197.